# エア・カナダ621便墜落事故
エア・カナダ621便墜落事故（エア・カナダ621びんついらくじこ）は、1970年7月5日にトロント・ピアソン国際空港で発生した航空事故のことである。
事故を起こしたエア・カナダ621便は、DC-8-63（機体記号CF-TIW）で運航されており、モントリオール発トロント経由ロサンゼルス行きであった。事故により、乗客100人と乗員9名全員が死亡した。

## 概要

### スポイラー使用の際の合意
機長と副操縦士はこれまでも何度か一緒に飛行したことがあり、いつグラウンドスポイラーレバーをアームド状態にセットするかについてずっと意見を交わしていた。双方とも、エア・カナダの社内規定である「最終着陸態勢（ファイナルアプローチ）の初期」では誤操作の可能性があるので行うべきでないことでは意見の一致を見た。機長は、着陸滑走状態になってから、アームドにセットするのとスポイラー展開操作を間をおかずに一緒に行うのが良いと主張した。副操縦士は、滑走路端を過ぎたらアームドにセットすることを主張した。
それまでの結論として、この先、機長が操縦操作を行う際には副操縦士はスポイラーを機長の主張に従い地上滑走時にアームド/展開を行う、また、副操縦士が操縦の際には機長は副操縦士に従い滑走路端を過ぎたらアームドにセットし、地上滑走時に展開する、ということで両者は合意していた。

### 事件当日

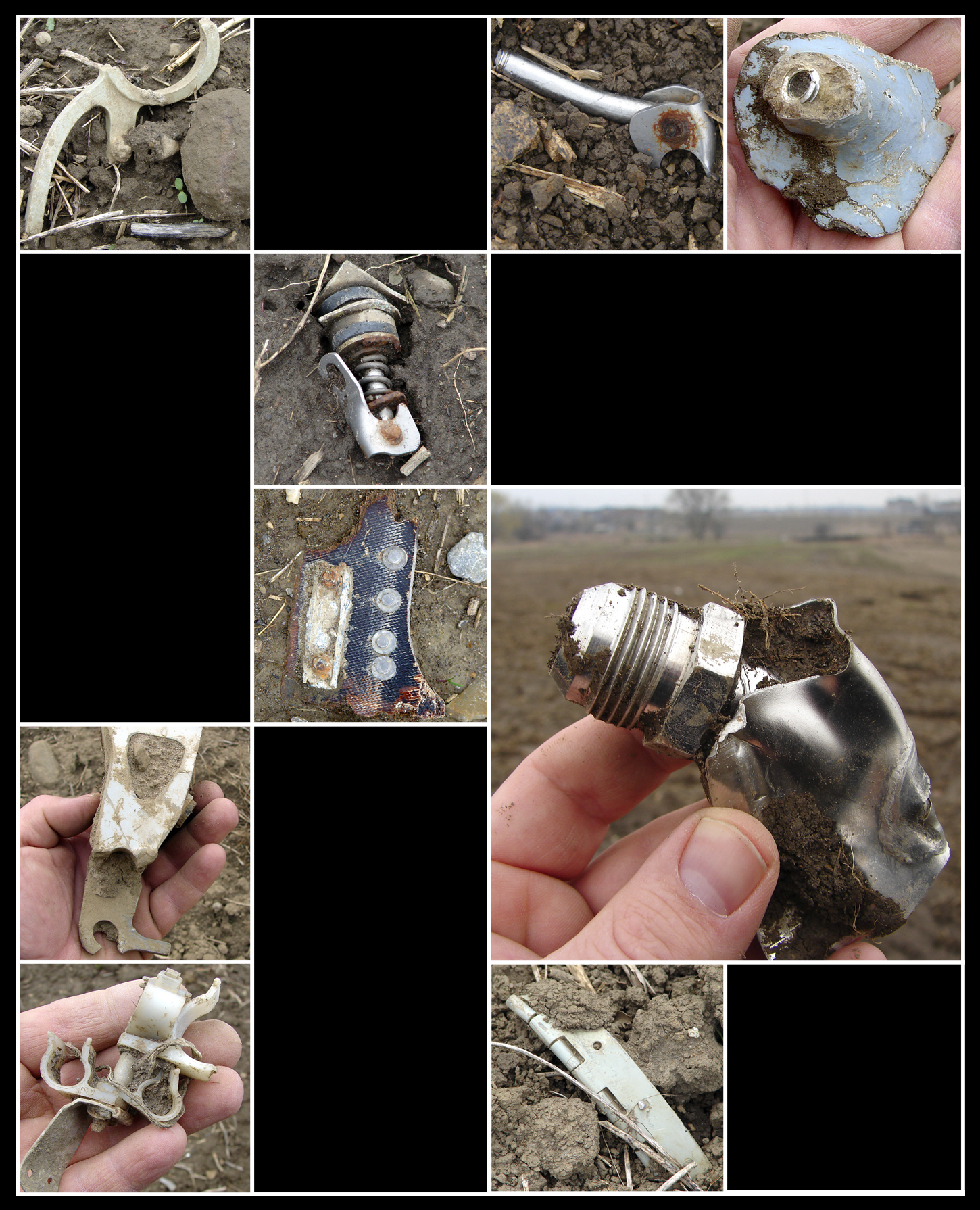
事故後回収された残骸の一部

しかしこの日に限り、機長が操縦していたが「よかろう、フレアのときにアームドにしよう、君の主張どおりに。論争に疲れたよ。」と言った。これは、着陸滑走中にスポイラーをアームド / 展開するのを好む機長の通常の操作とは異なるものであった。地上高度60フィートの時に、機長はフレアに備え、推力を絞り始め、副操縦士に対して「OK」と声を掛けた。これに呼応して副操縦士は直ちにスポイラーレバー操作を行ったが、この際アームド位置にセットするだけでなく、そのまま展開させてしまった。このスポイラー展開により降下率が急に増加したので、機長は操縦桿を引くと同時に4基すべてのエンジンを最大出力とした。しかし、機首は上がったが降下は止まらず（スロットル操作を行っても実際に出力が最大になるには数秒かかる）第4エンジンが滑走路に触れ、パイロンとともに主翼から脱落した。状況を悟った副操縦士は、機長に謝罪し始めた。当該機は何とか再上昇を始め、着陸復行に成功したかと思われた。しかし、外れた第4エンジンは、主翼の下面の一部をはぎ取ったため燃料漏れを起こしておりそれに引火した。副操縦士は同じ滑走路への2度目の着陸を要求したが、自機のエンジン破片のために滑走路が閉鎖されたため別の滑走路へ誘導された。
最初の脱落から2分半後、右翼の第4エンジンが取り付けられていた部分付近で爆発が起こり、部品類が散乱した。その6秒後、第3エンジンのあたりでも爆発が起き、パイロンともども外れ、火の玉になって地上に落下した。第2の爆発からさらに6.5秒後、第3の爆発が起こって右翼のほとんどを失った。当該機は、およそ 220 ノットの高速で左翼を上方に向け機首下げの姿勢で地面に激突し、搭乗していた100名の乗客と9名の乗員全員が死亡した。

## その後
カナダ事故調査委員会はその公式報告書において、DC-8には飛行中にスポイラーが展開しないよう設計変更や改修が必要であり、既存機体に関してはせめてレバーに誤操作防止用のゲート機構を設ける等の改修を行うべきであるとの勧告を行った。しかし、当該機種製造メーカーであるダグラス社の帰属国であるアメリカ合衆国の連邦航空局 (FAA) の対応は、根本的な改修を求めることなく、注意書きを記した警告カードの設置とフライトマニュアルの訂正を内容とする耐空性改善通知の発行にとどまった。
しかし、1972年にモスクワで日本航空シェレメーチエヴォ墜落事故が発生した。この事故は同じDC-8が、同じスポイラーの操縦ミスによって起こった事故であった。そのため、この時にようやく、スポイラーが飛行中に展開しないように改修された。